# Чемпіонат Європи з кросу 2020
Чемпіонат Європи з кросу 2020 мав бути проведений 13 грудня в Бланчардстауні, розташованому в графстві Фінгал, що межує зі столицею країни Дубліном (визначеним місто-господарем змагань), на трасі змагань, прокладеній на території Національного спортивного центру (англ. National Sports Centre Campus).
Про надання ірландському містечку права проводити європейську першість з кросу було оголошено 2 листопада 2018.
Водночас, 8 вересня 2020 виконавчий комітет Європейської легкоатлетичної асоціації ухвалив рішення скасувати проведення чемпіонату через пандемію коронавірусної хвороби.